# 1245
1245 (MCCXLV) je bilo navadno leto, ki se je po julijanskem koledarju začelo na nedeljo.

## Dogodki

### Prvi lyonski koncil
- Začetek leta - Papež Inocenc IV. nadaljuje s pripravami na koncil v Lyonu, da bi s pomočjo francoskega kralja in španskih zaveznikov spodnesel rimsko-nemškega cesarja Friderika II.
- april - Papež imenuje frančiškanskega meniha Giovannija da Piana del Carpino za ambasadorja na mongolskem dvoru, ki se še isti mesec odpravi na pot proti Karakorumu. Blizu Kijeva se mu pridruži še drug frančiškan Benedikt Poljski, ki mu služi za prevajalca. S sabo imata papeževo pismo vrhovnemu kanu, v katerem mu papež predlaga spreobrnitev v krščanstvo. 1246 ↔

- - Istega leta pošlje papež v Mongolijo še nekaj ločenih diplomatskih misij, ki uberejo različne poti.
- 28. junij - Otvoritev koncila. Papež predstavi programska izhodišča: disciplina klerikov, hud poraz jeruzalemskih križarjev, velika shizma, vdor Mongolov in spor s Friderikom II. 
  - Napoved sedme križarske vojne. 1248 ↔
- Zelotski cesarjev nasprotnik kardinal Raniero Capocci objavi pamflete, v katerih sramoti Friderika II. in s tem dokončno obrne mnenje udeležencev koncila proti Frideriku.↓
- 17. julij → Na koncilu izobčijo rimsko-nemškega cesarja Friderika II.
  - Turinški deželni grof Henrik Raspe se pridruži gvelfom. 1246 ↔
- 24. julij - Portugalska cerkev doseže izobčenje kralja Sanča II., ki se mu je mnogo bolje obneslo vladanje v vojni kot v miru. S tem dobi pravico do portugalskega prestola njegov mlajši brat Alfonz III.1246 ↔
  - Danskemu kralju Eriku IV., ki poskuša obdavčiti Cerkev in tako napolniti obubožano kraljevo zakladnico, zagrozi papež z izobčenjem. Erik IV. se vseeno polasti cerkvenih posesti na otoku Zealand in mladega škofovskega mesta København. Glavni Erikov namen je financirati vojaško ekspedicijo proti šlesviškemu vojvodi in bratu Abelu.

### Ostalo
- 19. avgust - Umrlega provansalskega grofa Rajmonda Berengarja IV. nasledi najmlajša hči Beatrika. Še istega leta dobi francoski princ Karel Anžujski[1] dovoljenje za poroko z mlado grofično, s tem pa preide grofija Provansa iz aragonskega vpliva pod francosko krono[2].
- 2. oktober - Egiptovski ajubidski sultan Al-Malik al-Salih vrže z oblasti damaščanskega emirja in polbrata As-Salih Ismaila. Ker imajo horezmijski najemniki pretenzije po Palestini, postanejo v nadlego egiptovskemu sultanu. 1246 ↔
  - As-Salih Izmail se umakne v Baalbek. 1250 ↔
- 24. november - Umrlega 5. grof Pembroka Walterja Marshala nasledi mlajši brat Anselm Marshal, 6. grof Pembroke. Mesec dni kasneje ↓
- 23. decembra → umre še on in ne zapusti naslednikov. Premoženje si razdelijo sestre, fevdi se vrnejo angleški kroni. 1247 ↔
- Rekonkvista: kastiljski kronski princ Alfonz osvoji mavrsko Cartageno.
- Umrlo gruzijsko kraljico Rusudan nasledi njen sin David VI., ki pa se kot talec nahaja na mongolskem dvoru, kjer (brezuspešno) čaka na izvolitev novega vrhovnega kana, ki bi ga potrdil za kralja. 1247 ↔
- Albert Veliki promovira in začne proučevati na Pariški univerzi. Med drugimi študenti njegova predavanja obiskuje Tomaž Akvinski.
- Valižanski princ Gwynedda Dafydd ap Llywelyn si povrne obmejna angleška ozemlja, ki jih je od Gwynedda odcepil Henrik III.. Angleži poskusijo z invazijo, vendar jih Valižani zavrnejo z majhno vojsko na ozkem prelazu.
- Regensburg postane svobodno cesarsko mesto.
- Haarlem, Nizozemska, postane mesto.

## Rojstva
- 16. januar - Edmund Grbasti, angleški princ, sin Henrika III., grof Lancaster, grof Leicester († 1296)
- 1. maj - Filip III. Drzni, kralj Francije († 1285)

Neznan datum
- Kunigunda Galicijska, češka kraljica, regentinja († 1285)
- Lamba Doria, genovski admiral († 1323)
- Ma Duanlin, kitajski enciklopedist († 1322)
- Peter iz Aspelta, nadškof Mainza († 1320)
- Robert Winchelsey, angleški teolog, canterburyjski nadškof († 1313)
- Roger Bigod, angleški plemič, 5. grof Norfolk († 1306)

## Smrti
- 11. april - Goffredus Tranensis, italijanski pravnik (* 1200)
- 8. maj - Beatrika d'Este, ogrska kraljica (* 1215)
- 19. avgust - Rajmond Berengar IV., provansalski grof (* 1198)
- 21. avgust - Aleksander iz Halesa, angleški teolog in filozof (* 1185)
- 24. november - Walter Marshal, angleški plemič, 5. grof Pembroke (* 1196)
- 23. december - Anselm Marshal, angleški plemič, 6. grof Pembroke

Neznan datum
- Guillaume le Vinier, francoski truver (* 1190)
- Oton iz Botenlaubena, nemški pesnik, grof Hennenberga (* 1177)
- Rusudan, gruzijska kraljica (* 1194)